# 美國駐泰空軍
在1960年至1975年越南戰爭期間，美國空軍（USAF）向泰國部署了作戰飛機。時至今日，美國軍隊在泰國與其他亞洲軍隊一起訓練。泰國皇家空軍是五角大樓“前沿定位”戰略的重要組成部分。

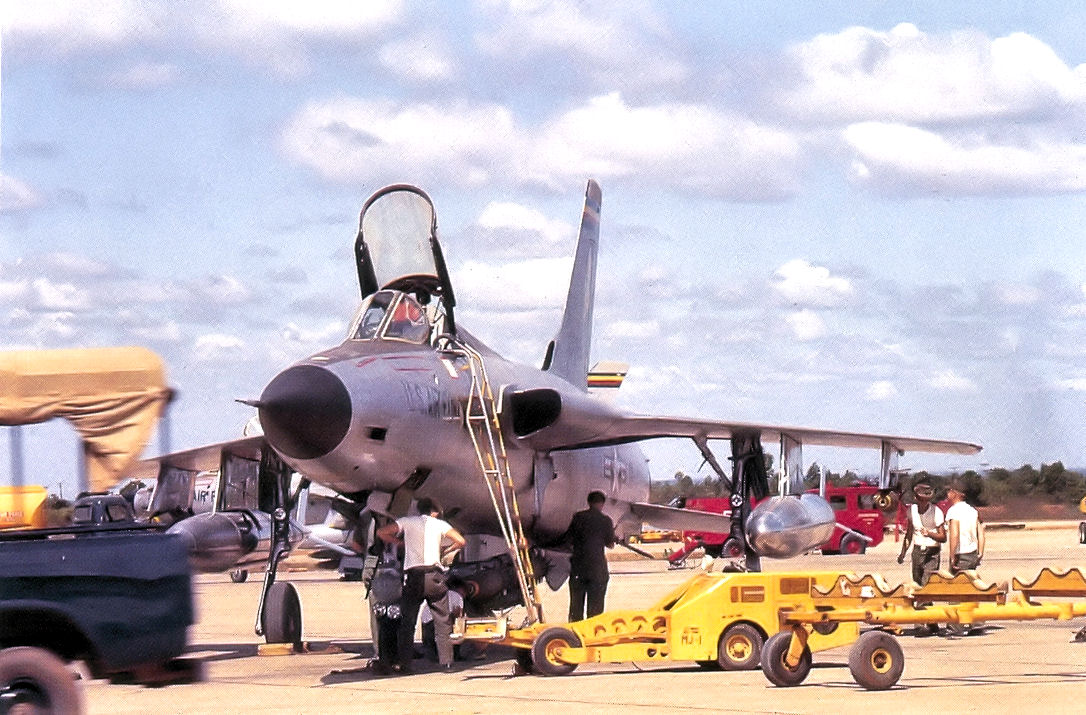
1965年，第36戰術戰鬥機中隊一架F-105雷公戰鬥機在呵叻泰國皇家空軍基地掛載MK82 500磅炸彈

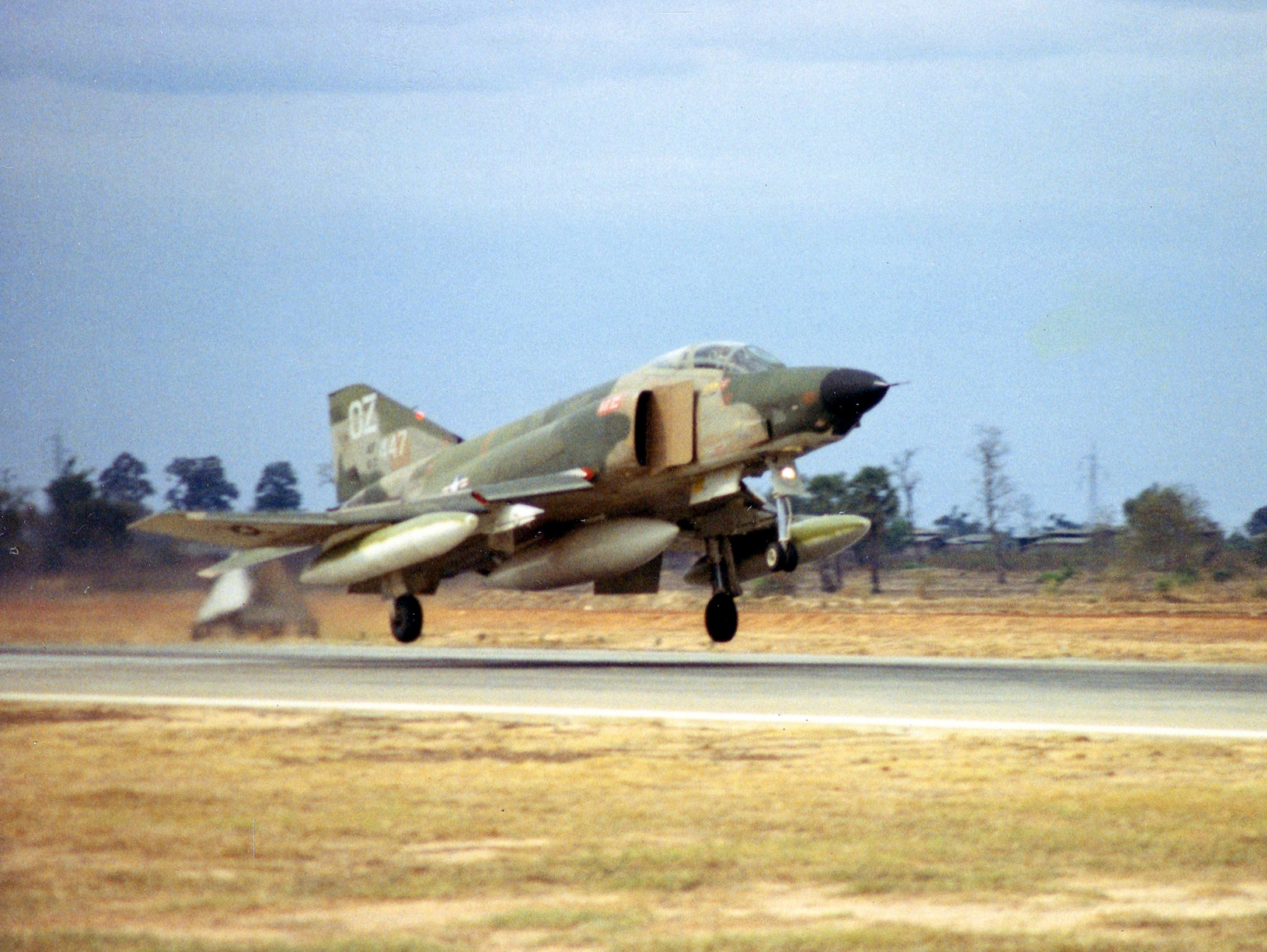
1968年，第432戰術偵察聯隊一架編號66-0447的RF-4C幽靈II戰鬥機從烏隆泰國皇家空軍基地起飛

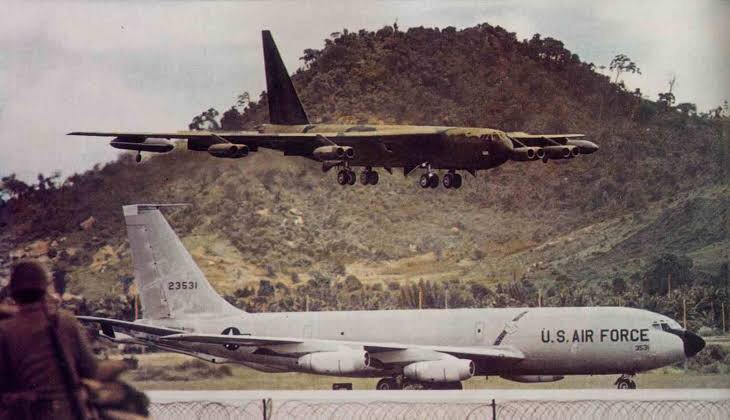
1970年，KC-135空中加油機及B-52同溫層堡壘戰略轟炸機於烏塔堡泰國皇家海軍機場

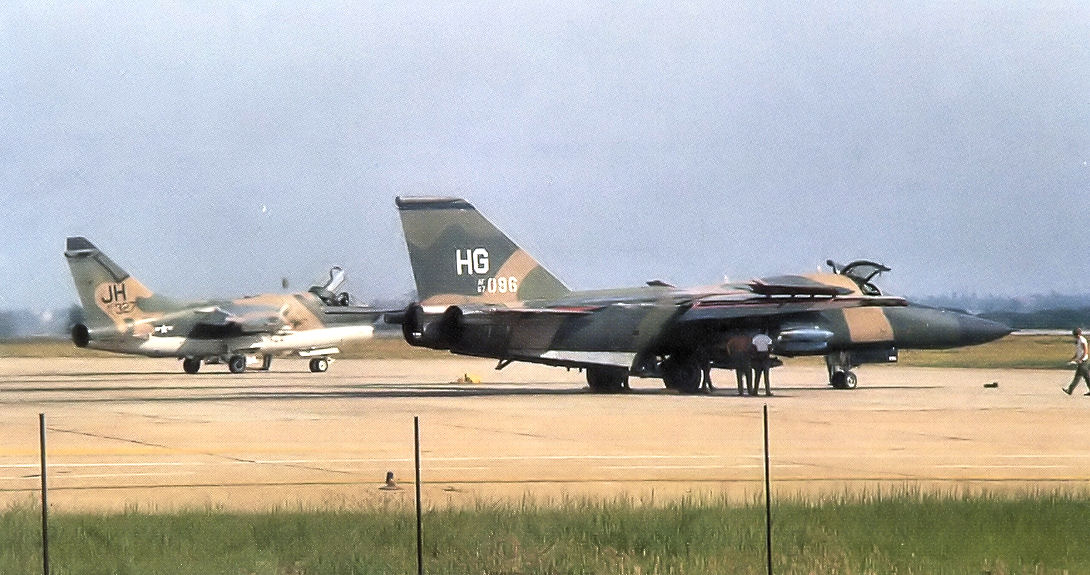
1975年，第429戰術戰鬥機中隊編號67-096的F-111戰鬥轟炸機及第3戰術戰鬥機中隊編號71-0327的A-7海盜二式攻擊機於呵叻泰國皇家空軍基地

## 越南戰爭
在越南戰爭期間，大約80%的美國空軍對北越的轟炸來自泰國的空軍基地。在1969年的巔峰時期，在泰國服役的飛行員甚至比在南越服役的飛行員還多。
根據泰國與美國的“君子協定”（"gentleman's agreement"），這些基地被視為泰國皇家空軍基地，由泰國軍官指揮。泰國空軍憲兵負責看守大門；幫助他們的美國空軍憲兵確實攜帶了武器。然而，美國部隊的指揮權仍由美國聯隊指揮官及其第七航空隊（Seventh Air Force）及第十三航空隊（Thirteenth Air Force）總部指揮。
在烏隆泰國皇家空軍基地起飛，飛往河內進行偵察，超音速的RF-101巫毒和RF-4C幽靈II偵察機在轟炸前後立即在目標區域上空進行偵照任務，以拍攝損壞情況，以便對空襲進行評估。烏隆基地還擁有三個F-4C/D/E幽靈II中隊，它們執行護航、掃掠和空戰巡邏（CAP）任務，以保護其他美軍轟炸、攻擊機。從呵叻泰國皇家空軍基地、塔赫里皇家空軍基地和烏隆泰國皇家空軍基地部署了大量的F-105雷公戰鬥機以及F-4C和F-4D戰鬥機和 F-111戰鬥轟炸機裝有地形跟蹤雷達。（在F-111部署期間，三架在抵達塔赫利基地後不久墜毀，F-111機隊停飛以調查問題）。從東南亞最大的機場暹羅灣的烏塔堡泰國皇家海軍機場，B-52同溫層堡壘轟炸機和四引擎的KC-135空中加油機 加油機在它們轟炸北越之前和之後升空，並在寮國上空為戰鬥機加油。從塔赫利起飛的EB-66配備了特殊設備，可以探測敵方的雷達波，然後發出干擾信號，干擾敵方雷達訊號。從塔赫利起飛，配備雷達導引伯勞導彈的F-105負責摧毀北越地對空飛彈（SAM）站點。

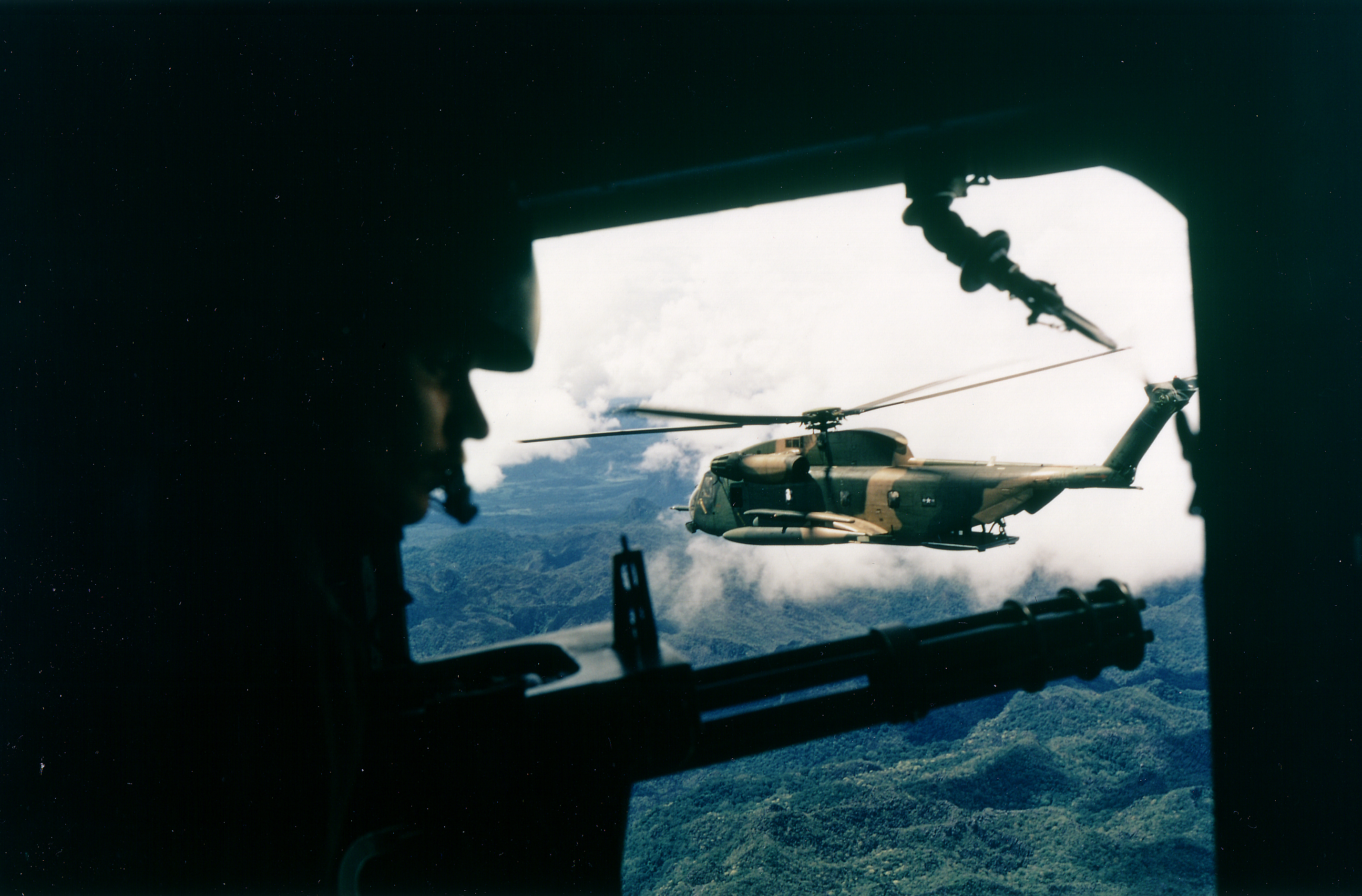
1972年10月，至越南參與搜救任務的第21特種作戰中隊的CH-53E直升機，由臨機砲手位置拍攝

還有位於那空帕儂府泰國皇家海軍機場的空中救援和搜索大隊。駕駛著綠色和棕色（東南亞迷彩）HH-43直升機、CH-3直升機及CH-53直升機，飛行員前往寮國、柬埔寨甚至進入河內郊區營救被擊落的飛行員。
以下為美國空軍在泰國運作的主要基地：
- 廊曼泰國皇家空軍基地（英语：Don Muang Royal Thai Air Force Base），1961年-1970年

主要的美國空軍駐紮單位：第631戰鬥支援大隊（631st Combat Support Group），1962年-1970年
- 呵叻泰國皇家空軍基地（英语：Korat Royal Thai Air Force Base），1961年-1970年

主要的美國空軍駐紮單位：第388戰術戰鬥機聯隊，1965年-1975年
第533偵察聯隊（553rd Reconnaissance Wing），1967年-1971年
- 那空帕儂府泰國皇家海軍機場（英语：Nakhon Phanom Royal Thai Navy Base），1962年-1976年

主要的美國空軍駐紮單位：第56特種作戰聯隊，1967年-1975年
- 塔赫里皇家空軍基地（英语：Takhli Royal Thai Air Force Base），1961年-1971年；1972年-1974年

主要的美國空軍駐紮單位：第355戰術戰鬥機聯隊，1965年-1971年；輪調部署，1972年-1974年
- 烏塔堡泰國皇家海軍機場（英语：U-Tapao Royal Thai Navy Airfield），1965年-1976年

主要的美國空軍駐紮單位：第4258戰略聯隊（4258th Strategic Wing），1966年-1970年；第307戰略聯隊，1970年-1975年
- 烏汶泰國皇家空軍基地（英语：Ubon Royal Thai Air Force Base），1965年-1974年

主要的美國空軍駐紮單位：第8戰術戰鬥機聯隊，1965年-1974年
- 烏隆泰國皇家空軍基地（英语：Udorn Royal Thai Air Force Base），1964年-1976年

主要的美國空軍駐紮單位：第432戰術偵察聯隊，1966年-1975年
此外，1972年6月至1973年9月，海軍陸戰隊第15航空大隊在南防泰國皇家空軍基地運營。
圍繞著建立這些基地和美國部署的情況是一個漫長而復雜的故事。它的起源在於法國因1954年《日內瓦協定》後因民族主義和冷戰而從印度支那撤軍。

### 寮國內戰
從1950年代開始，寮國一直捲入內戰，到1960年代初，衝突有蔓延到泰國的危險。1960年12月爆發了大規模戰鬥，並蔓延到湄公河沿岸居住的泰國平民中造成傷亡。美國駐萬象大使館被燒毀，城內及周邊地區戰火紛飛。西方政府承認不同的領導人，蘇聯向共產主義巴特寮軍隊提供軍事援助。12月，美國空軍武官拍攝到一架蘇聯伊爾-14貨機，向Van Vieng附近的共產黨部隊運送物資。12月23日，共產黨軍隊向一架美國VC-47客運飛機開火。這架載有空軍武官的飛機被0.50口徑子彈擊中，但能夠安全著陸。這是在東南亞第一架被擊中的美國飛機。
泰國是君主立憲制國家，傳統上在外交事務中保持親西方的立場。寮國的戰鬥引起了泰國政府的極大關注。泰國政府擔心如果寮國落入共產黨手中，“多米諾骨牌效應”將使包括泰國在內的整個地區處於危險之中。泰國東北部有一個越南人和中國人混居的社區。一些越南人想轉向共產主義北越，但他們不一定是共產主義的同情者。事實上，泰國政府對北越共產黨人在泰國組織越南人的企圖進行了嚴厲打擊。
泰國皇家空軍於1960年12月19日開始在寮國上空執行偵察任務，使用RT-33噴氣式飛機。美國太平洋司令部 (CINCPAC) 命令美國技術人員協助泰國皇家空軍處理和分析照片。1961年1月19日，美國太平洋空軍（PACAF）已經確定了25個機場、49條通信路線和19個城市目標。幾週後，美國空軍總部授權向寮王國和泰國政府發布這些照片。
1961年3月23日，當一架美軍C-47運輸機飛越平原東部的雅爾平原東部時，巴特寮的高射砲向它開火，擊落了飛機。這是美國空軍在印度支那半島被擊落的首批飛機之一，標誌著美國空軍從泰國基地開始作戰行動。

### 美國在泰國軍事存在的起源
美國在泰國的正式軍事存在始於1961年4月，當時美國空軍第6010戰術大隊（6010th Tactical (TAC) Group）的一個先遣隊應泰國政府的要求抵達廊曼空軍基地，以建立飛機預警系統。

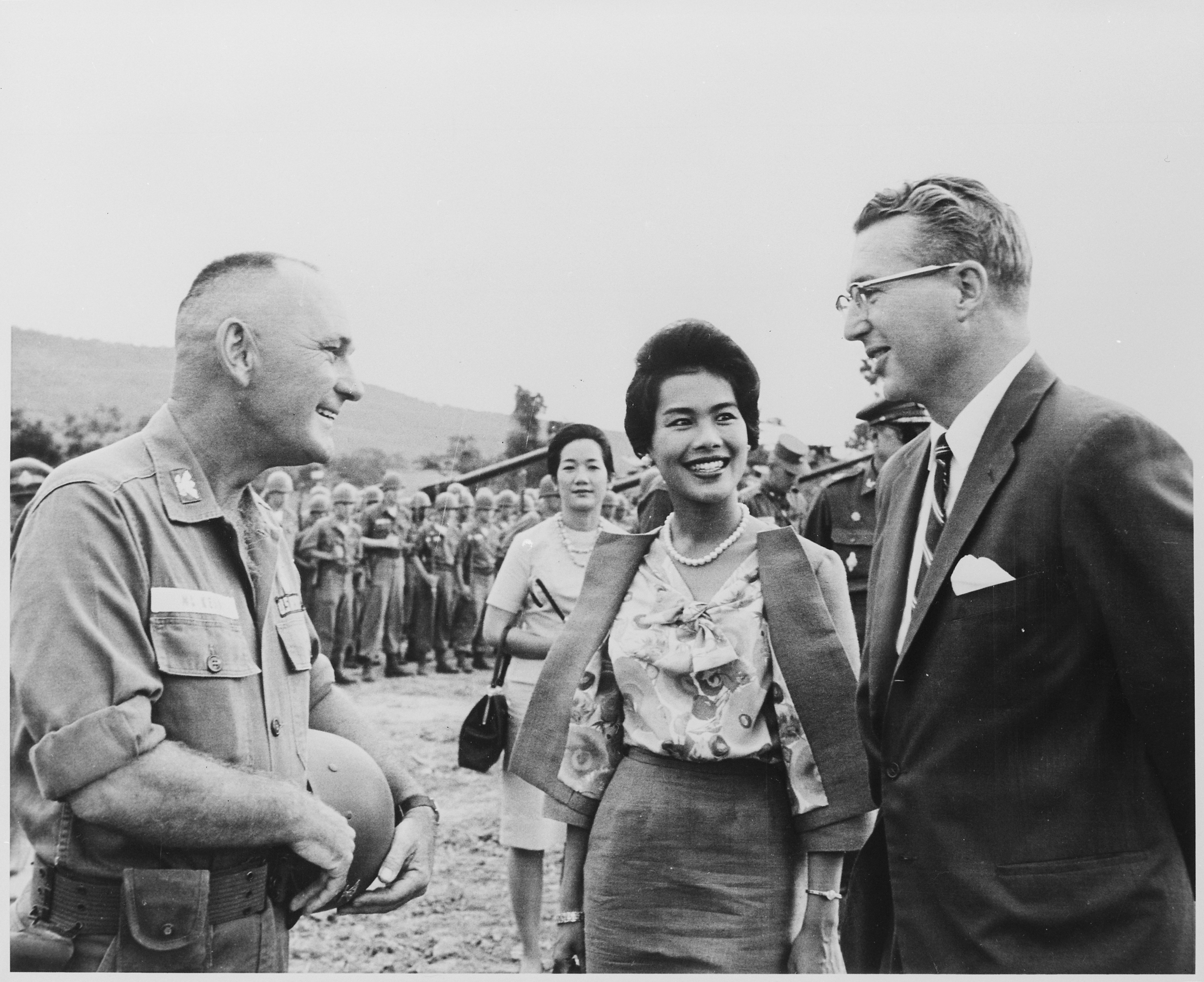
1962年，泰國國王蒲美蓬與皇后詩麗吉參觀了位於泰國呵叻附近的美國陸軍第27步兵團「獵狼犬」部隊，與美國陸軍上校一同參觀了部隊

1961年4月20日，來自菲律賓克拉克空軍基地（Clark Air Base）的第405戰鬥機聯隊的6架F-100超級軍刀戰鬥機分遣隊（Detachment）部署到廊曼泰國皇家空軍基地，作為代號鍾聲行動（Operation Bell Tone）的一部分。抵達後，其中兩架飛機立即滿載（800發）20毫米彈藥和4枚AIM-9B響尾蛇飛彈並處於5分鐘警戒狀態。
同樣在1962年3月，位於菲律賓克拉克空軍基地的第509戰鬥攔截機中隊的一個F-102A三角劍戰鬥機分隊在鍾聲行動（Operation Bell Tone）下被派往廊曼。他們的任務是加強泰國的防禦能力。在接下來的數年裡，至少有四架F-102A攔截機在廊曼保持戒備狀態。
接著1961年11月，駐紮在日本三澤空軍基地（Misawa Air Base）的第45戰術偵察中隊的四架RF-101C巫毒偵察機及其沖洗裝置抵達廊曼。RF-101被派去協助泰國皇家空軍RT-33飛機在寮國上空執行空中偵察飛行。RF-101一直使用到1962年5月，然後在1962年11月和12月期間返回進行第二次部署。
這些小分隊從東南亞以外的基地獲得後勤支持。然而，該地區的情況導緻美國的立場發生劇烈變化。1961年4月29日，美國參謀長聯席會議指示CINCPAC將5,000名士兵和空軍部隊調往烏隆泰國皇家空軍基地和峴港空軍基地。人們相信這些部隊將在寮國採取行動。此外，在南越，共產主義叛亂的人數繼續增加，更多的美國軍事顧問被派往該國，但他們的報告指出需要採取更強有力的措施。
此外，美國總統約翰·甘迺迪的一位顧問表示，與越南事務相比，遏制泰國東北部游擊行動的必要性更為緊迫，應優先考慮泰國。副總統林登·詹森建議向泰國提供5000萬美元的軍事援助。
1962年初發生了兩個里程碑。“南越軍事援助小組”於2月6日更名為美國軍事援助越南司令部（MACV）。另一份是3月6日國務卿迪安臘斯克和泰國外交部長塔那克曼的聯合通訊，其中美國“堅定意圖……幫助泰國，其盟友和歷史朋友抵制共產主義侵略和顛覆”。因此，“泰國軍事援助司令部（MACT）”於 1962 年 5 月 15日在廊曼成立。
1962年7月23日，十四個國家簽署了1962年日內瓦協定，其中包含以下條款：
- 寮國將在政治上保持中立，不加入任何軍事聯盟。
- 寮國不允許外國軍隊使用或占領其領土。
- 寮國不會承認任何軍事聯盟或聯盟，例如東南亞條約組織。
- 寮國不會允許任何外國干涉其內政。
- 所有外國軍隊、準軍事部隊和外國軍事人員將在“盡可能短的時間內”從寮國撤出。

該條約是由蘇聯、南越、中共、北越和美國等國簽署的。但北越繼續將重型武器運入寮國以支持共產主義叛亂者巴特寮。在協議簽署時，在寮國的10,000名北越軍隊中，有6,000人違反協議留在老撾。
儘管達成了協議，寮國的戰鬥仍在繼續，北越軍隊隱藏在巴特寮控制區。接近8月底，一架美國空軍RF-101偵察機在5萬多英尺上空飛行時被雷達導引防空飛彈（AAA）射擊。雙方都違反了日內瓦協議。

### 北部灣事件
1964年8月2日，北部灣事件爆發。據稱北越魚雷艇襲擊了美國海軍驅逐艦馬多克斯號。這起被誤解的事件發生在越南北部沿海的北部灣。詹森總統利用有關該事件的錯誤資訊命令增派部隊到該地區支持南越政府。美國空軍部隊被大幅度派往泰國。這標誌著美國在東南亞大規模軍事行動的開始。

### 寮國的“秘密戰爭”
泰國是東南亞條約組織（SEATO）的成員。雖然據稱保持中立，但它對同樣位於印度支那半島鄰國的戰鬥深表關切。幾個世紀以來，泰國政府通過與當時亞洲的主導力量相適應的政策，設法避免了外國統治。到1965年，越來越多的美軍部署到泰國正在危及政策。
泰國政府希望避免公開宣傳，因此制定了一項政策，淡化美軍的存在，不引起人們對其在泰國的戰術空軍部隊的關注。這就是為什麼在越南戰爭期間關於駐泰國美國空軍的資訊很少公開的原因。大部分信息仍然不可用，被認為是泰國政府的敏感資訊。泰國政府禁止平民拍攝美軍人員和軍用飛機，但為記錄和正式發布而拍攝的官方檔案照片除外。美國新聞機構，如國際聯合新聞社和美聯社，被禁止報導有關美國在泰國軍事活動的報導。對美國基地和人員的襲擊被壓制，任何在泰國軍事行動中受傷的人員都沒有因受傷而得到承認或獎勵。軍事情報官員被指示不得提及來自泰國設施的行動，不得提及基地名稱，不得公佈任何有關行動活動的內容。報告“鷹巢中的蛇”（"Snakes in the Eagles Nest"）部分描述了越南戰爭期間在泰國的作戰行動。
隨著1960年代越南戰爭的擴大，美國空軍從泰國飛往北越和南越的戰鬥架次不斷增加。此外，也在寮國執行了戰鬥任務，協助友軍，從1970年開始，柬埔寨也執行了任務。飛越寮國的任務今天被稱為秘密戰爭。
儘管美國有時會報導所謂的“秘密戰爭”的存在，但由於官方政府否認戰爭甚至存在，因此在很大程度上無法獲得詳細信息。考慮到美國已簽署協議，規定寮國保持中立，這些否認被認為是必要的。美國對寮國的介入被認為是必要的，因為北越實際上已經征服了該國的大部分地區，並且同樣在公開場合對其在老撾的作用撒謊。
然而，儘管有這些否認，秘密戰爭實際上是蘇阿戰爭之前美國最大的秘密行動，越共控制的寮國地區（包含胡志明小徑）遭受了300萬噸各式武器的轟炸，這是自二戰以來的最高紀錄。

### 美國空軍從泰國撤軍
美國通過巴黎和平協約而撤軍越南而不是軍事勝利結束了對越戰的參與。1975年4月30日西貢淪陷後，華盛頓和曼谷之間的關係惡化。1975年5月，泰國政府要求美軍在1976年底之前撤出所有戰鬥部隊（27,000名軍人與300架飛機）。

## 歷年人數
駐泰國的美軍人數（1950年-1977年）
| 年   | 人數   |
| ---- | ------ |
| 1950 | 17     |
| 1951 | 68     |
| 1952 | 68     |
| 1953 | 119    |
| 1954 | 278    |
| 1955 | 299    |
| 1956 | 436    |
| 1957 | 410    |
| 1958 | 365    |
| 1959 | 322    |
| 1960 | 338    |
| 1961 | 791    |
| 1962 | 2,096  |
| 1963 | 3,296  |
| 1964 | 4,111  |
| 1965 | 8,263  |
| 1966 | 26,404 |
| 1967 | 37,691 |
| 1968 | 47,972 |
| 1969 | 48,105 |
| 1970 | 39,212 |
| 1971 | 31,216 |
| 1972 | 44,904 |
| 1973 | 39,238 |
| 1974 | 26,079 |
| 1975 | 15,115 |
| 1976 | 218    |
| 1977 | 154    |

1. ↑  Department of Defense 1976
2. ↑  Kane, Tim. . The Heritage Foundation. The Heritage Foundation. 24 May 2006  [9 April 2018]. （原始内容存档于2022-05-19）.